# محمدو ادریسو
محمدو ادریسو (انگلیسی: Mohammadou Idrissou؛ زاده ۸ مارس ۱۹۸۰) یک بازیکن فوتبال اهل کامرون است که در پست مهاجم بازی می‌کرد.